# شامبساك
شامبساك (بالفرنسية: Champsac)‏ هي بلدية في مقاطعة فيين العليا في منطقة أقطانية الجديدة غرب فرنسا، وتقع بالقرب من حدود دوردوني وشارينتي. قبل التغيير الإقليمي لعام 2015، كانت جزءًا من منطقة ليموزان.
تقع على بعد حوالي 30 دقيقة جنوب غرب ليموج ومطار بيليغارد.